# Paul Schwencke
Paul Schwencke (* 7. Juni 1884 in Vellahn; † 9. September 1957 in Hagenow) war ein deutscher Landwirt und Politiker (DDP).

## Leben
Schwencke war Landwirt und Erbpächter von Stoltenau bei Vellahn. Er war seit 1911 in der liberalen Bewegung aktiv und er gehörte dem Vorstand der DDP in Vellahn an. Dort saß er auch in der Gemeindevertretung und war in der Molkereigenossenschaft aktiv.
1919 wurde er Abgeordneter des Verfassunggebenden Landtags von Mecklenburg-Schwerin. Später ging er als Ersatzmann für Hans Sivkovich in den zweiten ordentlichen Landtag von Mecklenburg-Schwerin und vertrat fortan gemeinsam mit seinem Parteikollegen Richard Moeller die DDP im Landtag. In der Folge gehörte er auch noch weiteren Landtagen von Mecklenburg-Schwerin an, u. a. dem 5. Landtag ab 1927 und ab 1931.